# Jean-Théodore Joyeux
Pour les articles homonymes, voir Joyeux.
Jean-Théodore Joyeux, né le 10 novembre 1865 à Tonneins dans le département de Lot-et-Garonne, en région Nouvelle-Aquitaine et mort le 27 décembre 1938 à Gennevilliers, en région Île-de-France, est un coureur cycliste français, professionnel de 1891 à 1898, surnommé le petit ramoneur.

## Biographie
Jean-Théodore Joyeux exerce la profession de coiffeur à Castillonnès. Alors que l'usage de la bicyclette commence à se démocratiser, il décide de participer à quelques courses locales, avant de s'inscrire au tout premier Paris-Brest-Paris en 1891, dans la catégorie des « touristes-routiers ». Il termine la course à la 8e place, puis à la 18e de Bordeaux-Paris l'année suivante. Il remporte ensuite sa seule et unique victoire, Choisy le Roi-Tours-Choisy le Roi en 1893. 
Intéressé par ses bons résultats sur les courses de fond, le fabricant de cycles parisien Métropole lui propose un partenariat afin de promouvoir son nouveau modèle, l'Acatène : il s'agit d'effectuer un tour de la France de près de 5 500 km. Joyeux y parvient en mai 1895, en seulement 19 jours, soit une moyenne de 289 km quotidiens. Il remporte ainsi la prime de 2200 francs promise et devient ambassadeur officiel de la marque. En 1921, Henri Desgranges reconnait que cet exploit l'inspira pour créer le Tour de France,.
Bien que trentenaire, il poursuit sa carrière sur les épreuves longues distances. En 1896, il établit ainsi un record sur la diagonale Calais-Marseille en 63 heures puis il participe à Paris-Amsterdam et Paris-Saint-Pétersbourg. Il se tourne ensuite vers la piste et termine 3e des 72 heures de Paris en 1898. Il met fin à sa carrière cycliste cette même année après une course prestigieuse : les six Jours de New York en individuel. Contraint à l'abandon le cinquième jour, il écope d'une amende et surtout d'une suspension de 6 mois : la course se déroule en effet malgré son interdiction par les autorités américaines, qui n'autorisaient pas les épreuves individuelles de plus de 18 heures.
Par la suite, c'est à moto que Joyeux réalise des exploits : il remporte notamment le premier Tour de France en moto-tricycle en 1905, au guidon d'un Tricar de la marque Austral, bouclant les 5 000 km en 25 jours,. Cette course sera sa dernière : âgé de 40 ans, il décide de se retirer de la compétition sportive.
Après avoir vendu son salon de coiffure, il ouvre tout d'abord un magasin de cycles et de motos à Valence-d'Agen puis des cinémas à Mont-de-Marsan et Biarritz. Une stèle à son honneur est érigée en 2008 à Tonneins, devant l'Office du Tourisme.

## Palmarès
- 1891
  - Championnat du Lot-et-Garonne[8]
  - 3e de Toulouse-Bordeaux
- 1892
  - 3e de Toulouse-Bordeaux-Toulouse
- 1893
  - Choisy-le-Roi-Tours-Choisy-le-Roi
  - 3e de Toulouse-Béziers-Toulouse
- 1894
  - 3e de Lyon-Paris-Lyon